# توماس إتش. أرمسترونغ
توماس إتش. أرمسترونغ هو محامي وسياسي أمريكي، ولد في 6 فبراير 1829 في ميلان في الولايات المتحدة، وتوفي في 29 ديسمبر 1891 في ألبرت ليا في الولايات المتحدة. نشط حزبياً في الحزب الجمهوري.

## مناصب
- انتخب عضو مجلس ولاية مينيسوتا ‏.
- انتخب عضو مجلس نواب مينيسوتا ‏.
- انتخب رئيس مجلس نواب مينيسوتا ‏.
- انتخب نائب حاكم ولاية مينيسوتا [الإنجليزية]‏.